# پتر هربک
پتر هربک (چکی: Petr Hrbek؛ زادهٔ ۳ آوریل ۱۹۶۹) بازیکن هاکی روی یخ اهل چکسلواکی بود.